# Aeroportul Belet Uen
Aeroportul Belet Uen (IATA: BLW, ICAO: HCMN) este un aeroport din Hiiraan⁠(d), Somalia ce deservește zona Beledweyne.
Situat la o altitudine de 173 m, aeroportul dispune de o singură pistă.